# ASP.NET
ASP.NET er et open-source server-side web framework udviklet for udviklingen af dynamiske web applikationer. Det er efterfølgeren til Active Server Pages.
Programmører kan med ASP.NET udvikle dynamiske hjemmesider, webapplikationer og web services. Det er en del af Microsofts .NET-platform og benytter Common Language Runtime – en virtuel maskine, der tillader programmører at skrive 
ASP.NET-kode med et stort udvalg af Microsoft .NET-sprog. C# er det mest udbredte af disse sprog.

## Teknik
Hjemmesider, der bygger på ASP.NET kan, som resten af Microsofts .NET-platform, udvikles i flere forskellige programmeringssprog. De mest anvendte er C# og Visual Basic.
Selve siderne opbygges i HTML, men med den vigtige tilføjelse at der også er mulighed for at indbygge såkaldte Server-Side Controls. Disse elementer omdannes, ved eksekvering af siden, til HTML, som kan vises på klienten. Denne type kontroller er mere avancerede, og de kan implementere forskellig funktionalitet, afhængig af klientens browser.
Typisk placeres sidens layout i filer med endelsen .aspx. Programlogikken skrives i en tilhørende "code-behind" fil, som udelukkende indeholder kode. Hvis der udvikles i C# har filen endelsen .aspx.cs, hvis Visual Basic benyttes er endelsen .aspx.vb.
Kompilering af koden foregår som udgangspunkt første gang siden efterspørges, eller alternativt på forhånd ved installation på serveren. Forhåndskompilering har den fordel, at den første bruger på siden ikke oplever ventetid ved kompileringen, ligesom der heller ikke er behov for at lagre kildekoden på serveren.
Når siden er kompileret, gemmes den i en .dll-fil i hjemmesidens bin-mappe.
| Software | Spire Denne artikel om software og programmering er en spire som bør udbygges. Du er velkommen til at hjælpe Wikipedia ved at udvide den. |